# Флауэрдейл (река)
Флауэрдейл (англ. Flowerdale River) — река в северо-западной части Тасмании (Австралия), левый приток реки Инглис. Длина реки составляет около 65 км (по другим данным — около 55 км). Река получила своё название Flowerdale («цветочная долина») из-за многочисленных диких цветов, растущих в её долине.

## География
Река Флауэрдейл берёт своё начало рядом с населённым пунктом Уэст-Такон, у северного склона горной гряды Кэмпбелл (Campbell Range), примерно в 1 км севернее автомобильной дороги C 236 Такон-Роуд (Takone Road). Исток реки находится на высоте около 555 м над уровнем моря. Горная гряда Кэмпбелл служит водоразделом между бассейнами рек, впадающих в Бассов пролив, и бассейном реки Артур, впадающей в Индийский океан.
Сначала река Флауэрдейл течёт на запад, затем преимущественно в северном направлении, а перед впадением в реку Инглис поворачивает на восток. По ходу течения реку Флауэрдейл пересекают автомобильные дороги C 229 Меунна-Роуд (Meunna Road), C 230 Лапоиня-Роуд (Lapoinya Road), а рядом с населённым пунктом Флауэрдейл, у самого впадения в Инглис, — C 229 Преоленна-Роуд (Preolenna Road). Река Флауэрдейл соединяется с рекой Инглис примерно в 8 км от места впадения последней в Бассов пролив.
Река Флауэрдейл является самым крупным притоком реки Инглис, бассейн которой часто называют «бассейном Инглиса и Флауэрдейла» (англ. Inglis-Flowerdale Catchment). Площадь водосбора реки Флауэрдейл составляет примерно одну треть площади бассейна реки Инглис (включающего Флауэрдейл), то есть около 160 км². Основными притоками реки Флауэрдейл являются реки Хиб (Hebe River, левый приток), Хардменс-Крик (Hardmans Creek, правый приток) и Боррадейл-Крик (Borradale Creek, левый приток).

## История
В 1917 году была открыта железнодорожная линия Preolenna Line от Флауэрдейла до Преоленны. Значительная часть путей была проложена по долине реки Флауэрдейл. К 1922 году ветка была продлена до Мауины (Maweena), общая длина пути составляла 32 км. Главным образом, железная дорога использовалась для перевозки угля и древесины. В 1931 году эта железнодорожная линия была закрыта.

## Рыбная ловля
Река Флауэрдейл является популярным местом для рыбной ловли. В частности, в ней водится кумжа (Salmo trutta, англ. brown trout — коричневая форель), сезон ловли которой продолжается с начала августа по начало мая.